# Wuche
Wuche, est un astérisme de l'astronomie chinoise. Il est décrit dans le traité astronomique du Shi Shi, qui décrit les astérismes composés des étoiles les plus brillantes du ciel. Il se compose de cinq étoiles principales brillantes, auquel est adjoint un ensemble de trois groupes de trois étoiles nommé Sanzhu, qui est selon les auteurs considéré comme faisant partie du même astérisme, ou formant un astérisme séparé. Tout cet ensemble est situé dans la constellation occidentale du Cocher.

## Composition de l'astérisme
La composition des cinq étoiles principales de Wuche est très facile à déterminer du fait de sa forme caractéristique et de sa localisation telle qu'indiquée sur les manuels astronomiques chinois. Cet astérisme correspond au vaste pentagone de la constellation du Cocher, composé de (dans le sens des aiguilles d'une montre) :
- α Aurigae (Capella, magnitude apparente 0,1)
- ι Aurigae (2,7)
- γ Aurigae, c'est-à-dire β Tauri (Elnath, 1,6)[1]
- θ Aurigae (2,7)
- β Aurigae (Menkalinan, 1,9)

## Symbolique
Wuche représente un ensemble de cinq chars. Les étoiles de Sanzhu qui l'accompagnent représente les parties d'attelage servant à y attacher des chevaux. L'historien antique Sima Qian considère que l'astérisme peut représenter Huángdì, le mythique Empereur Jaune (-2697 - -2598 environ), et les quatre autres Di (voir Les trois Augustes et les cinq Empereurs), Zhuanxu, Ku, Yao et Shun. Ces cinq êtres légendaires se trouveraient ensemble à l'occasion d'un camp dressé lors d'une partie de chasse. Il existe cependant une autre interprétation à cet astérisme, peut-être antérieure à celle des cinq empereurs (voir « Astérismes associés » ci-dessous).

## Astérismes associés
Aux cinq chars sont naturellement associés les étoiles formant Sanzhu, trois groupes de trois astres représentant des pièces de bois servant à attacher les chevaux aux chars. À l'intérieur de Wuche, le traité du Gan Shi a rajouté deux autres astérismes : Tianhuang et Xianchi. Tous deux font référence à une ancienne dénomination de Wuche, qui représentait cinq points d'eau. Cette symbolique ayant été gommée par l'assimilation de Wuche aux cinq empereurs légendaires Di, les astérismes du Gan Shi ont permis de la rétablir, les deux astérismes étant des mares ou des étangs. Du reste, des légendes anciennes indiquent que le Soleil, à l'issue de sa course diurne se baignait dans la « mare occidentale de l'harmonie » Xianchi. Attendu qu'il existe des éléments reliant l'Empereur Jaune à un dieu du Soleil plus ancien encore, il apparaît vraisemblable que ces deux interprétations soient intimement liées.
Au nord de Wuche se trouve Bagu, un ensemble de céréales. À l'ouest se trouvent Tianchuan, un bateau voguant sur Tianhe, le fleuve céleste représenté par la bande blanche de la Voie lactée, ainsi que Juanshi, symbolisant la calomnie. À l'est se trouve Zuoqi, une bannière indiquant la présence de Huangdi dans les environs. Au sud se trouvent de nombreux astérismes, dont Zhuwang, représentant des princes, Tianguan un point de passage s'ouvrant au passage des planètes, de la Lune ou du Soleil sur leur trajet le long de l'écliptique

## Note
1. ↑  γ Aurigae fait partie des deux étoiles ayant une double dénomination dans la désignation de Bayer, à savoir γ Aurigae/β Tauri. L'autre étoile dans ce cas est α Andromedae/δ Pegasi.